# 광전도
광전도, 광전도성(photoconductivity)은 가시광선, 자외선, 적외선, 감마선 등 전자기파 흡수로 인해 물질이 더 전기유도화되는 광학 및 전기 현상이다.
빛이 반도체 등의 물질에 의해 흡수되면 자유전자와 홀의 수가 증가하며 이로 인해 전기유도성이 커지게 된다.

## 같이 보기
- 광다이오드
- 포토레지스터
- 적외선 검출기